# Robert Schött
Robert Schött, född 27 maj 1953, är en svensk jurist som var lagman i Sundsvalls tingsrätt från 2012 till 2020.
Schött utsågs till rådman i Stockholms tingsrätt 11 februari 1993. Han utsågs till hovrättslagman i hovrätten för Nedre Norrland 16 juni 2011 efter att tidigare varit hovrättsråd.  Den 16 maj 2012 utsågs han till lagman i Sundsvalls tingsrätt.